# Zdzisław Janiak
Zdzisław Janiak (ur. 14 lipca 1950 we Wrocławiu) – polski muzyk, gitarzysta zespołu rockowego Budka Suflera w latach 1979–1983. Muzyczną karierę rozpoczął w oleśnickim zespole rockowym Hej.
Zagrał na koncercie Budki Suflera w Sopockiej Operze Leśnej w roku 1994 (zapis koncertu ukazał się jako Budka w Operze, Live From Sopot ’94).
Brał udział w nagrywaniu następujących studyjnych albumów Budki Suflera: Ona przyszła prosto z chmur i Za ostatni grosz oraz płyty Iza Izabeli Trojanowskiej podczas jej współpracy z Budką.
Wziął udział w koncercie z okazji 35-lecia Budki Suflera w Operze Leśnej w Sopocie 9 sierpnia 2009 roku.